# 拉爾夫·麥肯巴赫

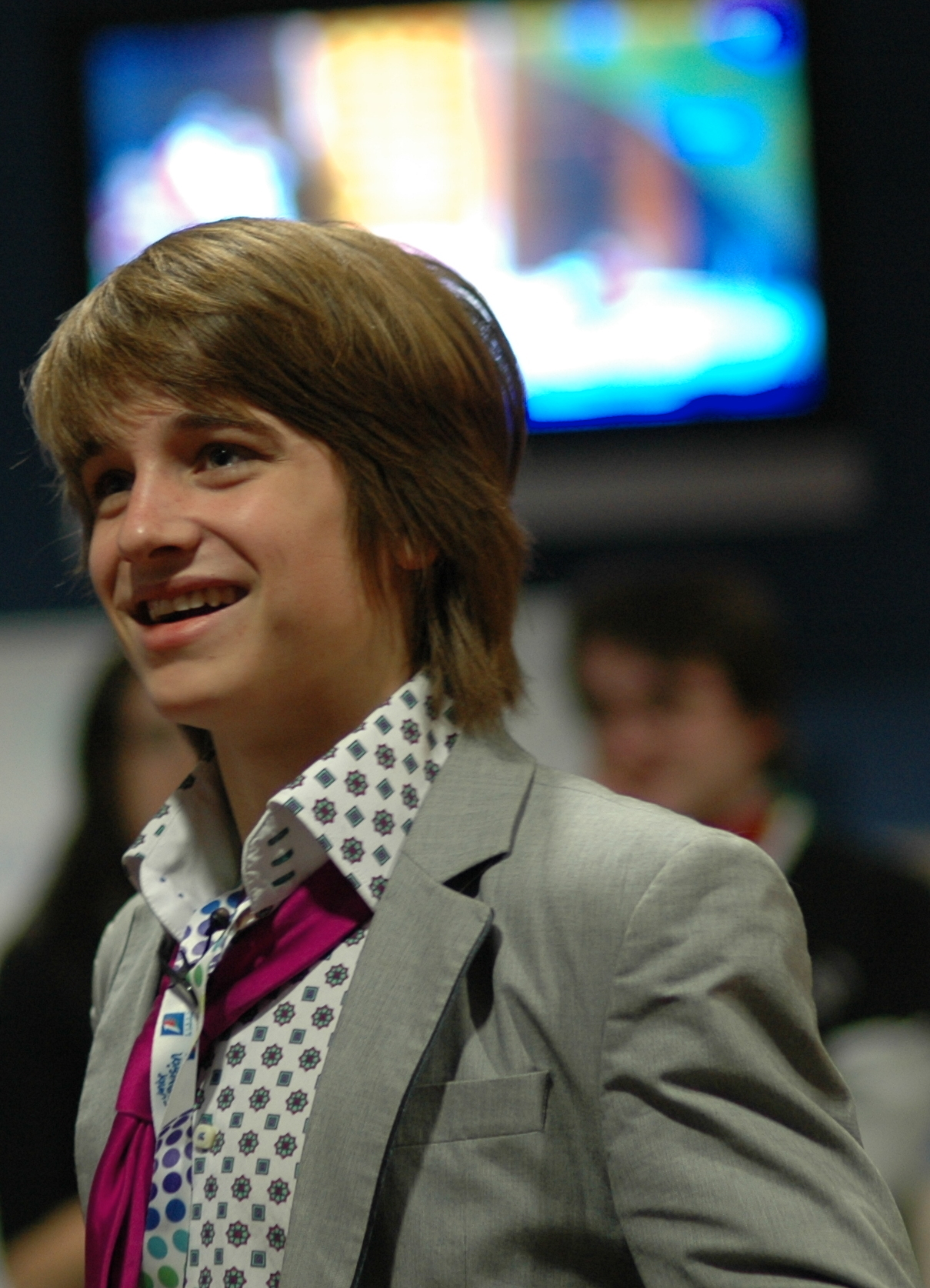
麥肯巴赫於2010年歐洲青少年歌唱大賽會場

拉爾夫·J·J·麥肯巴赫（荷蘭語：Ralf J. J. Mackenbach，1995年10月4日—）是一名荷蘭歌手、舞者。
麥肯巴赫1995年出生在荷蘭貝斯特，在兒童時期曾出演音樂劇。2009年以歌曲“Click clack”獲得歐洲青少年歌唱大賽冠軍。

## 學術
中學畢業並獲得VRO證書後，他進入埃因霍温理工大学就讀；2019年，他完成了核聚變碩士學位，為此他撰寫了論文《使用M3D-C1圓柱幾何中模式穿透的數值建模》。